# 穆罕默德-阿里·阿勒哈希姆
赛义德穆罕默德-阿里·阿勒哈希姆（羅馬化：Seyyed Mohammad Ali Al-Hashem；1962年10月28日—2024年5月19日）是东阿塞拜疆省的法基赫的监护代表，也是大不里士的主麻日伊玛目。

## 死亡
2024年5月19日，他所搭乘的直升机在东阿塞拜疆省的瓦尔扎甘坠毁，同乘该直升机的还有总统易卜拉欣·莱希、外交部长侯赛因·阿米尔-阿卜杜拉希扬、东阿塞拜疆省省长马利克·拉赫马提等。次日，他的死亡得到了确认，终年61岁。